# Rebutia fiebrigii

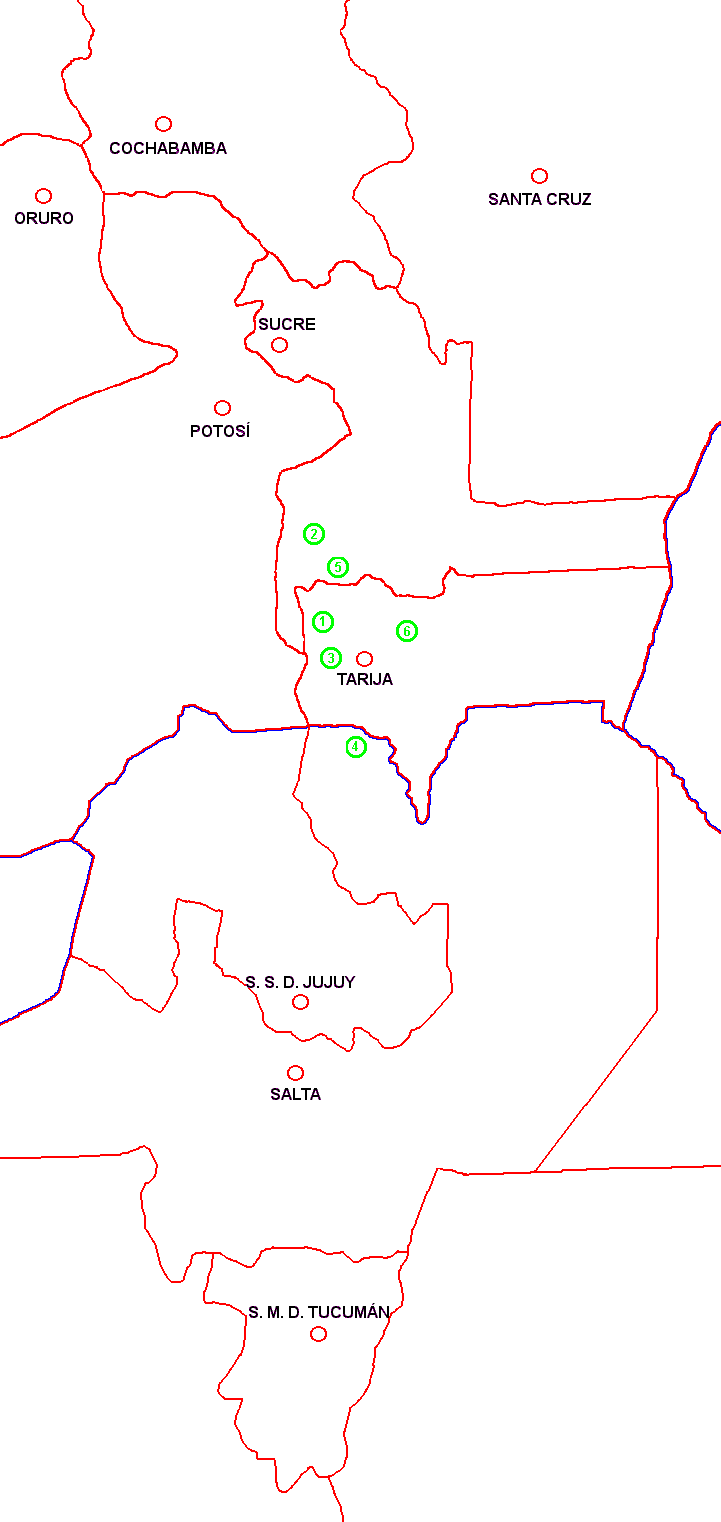
Mapa rozšíření R. fiebrigii var. fiebrigii

Rebutia fiebrigii je nejstarší známý druh rodu rebucie z Bolívie a druhý nejstarší zástupce sekce Aylostera, který je mimořádný zejména svým na zástupce rodu Rebutia neobvykle rozsáhlým areálem výskytu. Pojmenována byla na počest dr. C. F. Fiebriga, 1869 – 1951, zakladatele a ředitele botanické zahrady v hlavním městě Paraguaye, Asunción.

## Rebutia fiebrigii(Gürke) Br. et R. var.fiebrigii
Britton, Nathaniel Lord; Rose, Joseph Nelson; in Bailey, Liberty Hyde; Standard Cycl. Hort., 5: 2915, 1916
Basionym: 
Echinocactus fiebrigii Gürke, Notizb. Bot. Gart. Mus. Berlin, 4: 183, 1905
Sekce Aylostera, řada Fiebrigii
Synonyma: 
- Aylostera fiebrigii (Gürke) Backeb., Kaktus-ABC, p. 274, 1935

### Popis
Stonek kulovitý až slabě protáhlý, se sníženým temenem, 50 - 60 mm široký, jednotlivý až poněkud odnožující, bez řepovitého kořene, v kultuře později i podstatně delší a více odnožující kolem báze a z boků a vytvářející trs; pokožka leskle zelená. Žeber asi 18, přímá až dosti spirálovitá, silně rozložená do asi 5 mm vysokých kuželovitých hrbolů; areoly dosti velké, bíle plstnaté. Trny štětinovité, 30 – 40, těžko rozlišitelné na okrajové a středové, okrajové asi 10 mm dlouhé, bílé; nejvíce vnitřní jako středové poněkud silnější, až 20 mm dlouhé, 2 – 5, často se světle hnědou špičkou.
Květy hluboko postranní, u větších rostlin z boku těla, 25 - 35 mm dlouhé, stejně široké, rumělkově červené, nad úzkou trubkou široce až kruhovitě otevřené; květní lůžko kulovité, asi 4 mm široké, s malými trojúhelníkovitými šupinami s malým množstvím bílé vlny a několika bílými vlasovými štětinami; květní trubka 10 - 18 mm dlouhá, ve spodních 5 – 12 mm stopkovitě srostlá s čnělkou, nahoře se nálevkovitě rozšiřující do asi 5 mm, uvnitř bledá, vně světle nazelenalá až načervenalá; okvětní plátky kopisťovité, nahoře dosti zaokrouhlené a často poněkud zoubkované, 14 - 16 mm dlouhé, 4 - 6 mm široké, jednobarevně rumělkově červené; nitky bílé, vznikající na celé volné části květní trubky nad nektarovými stružkami, dolní 3 mm, horní až 6 mm dlouhé, prašníky zlatožluté; čnělka bílá, s 5 – 6 bílými, roztaženými rameny blizny o délce 2 – 3 mm, poněkud přesahujícími prašníky. Plod kulovitý, asi 5 mm široký, nazelenale hnědý, slabě bíle vlnatý a štětinatý. Semena hnědočerná, asi 1 mm dlouhá, 0,6 mm široká, jemně hrbolatá, s nahnědlým oválným hilem.

### Variety a formy
Jednotlivé sběry, které jsou ke jménu R. fiebrigii přiřazovány, vykazují ve všech znacích jen velmi malou proměnlivost, která se většinou omezuje jen na vliv kultury na vybarvení, hustotu a sílu otrnění. Vliv kultury má značný vliv také na velikost a tvar stonků a do určité míry také na rozsah odnožování. Další rozdíly je možno pozorovat také ve velikosti a vybarvení květů, první den mají květy po otevření menší rozměry a většinou také poněkud sytější vybarvení, jak je to běžné i u řady jiných druhů rodu Rebutia. Mezi jednotlivými sběry však lze často pozorovat zřetelnější rozdíly, některé z těchto sběrů byly také označeny jako f. nebo var. bez připojení zvláštního jména nebo i s připojeným jménem bez platného popisu. Některé ze sběrů, které byly původně připojovány v nějaké hodnosti k R. fiebrigii, byly také později popsány, někdy i jako samostatné druhy.
Roku 1957 byla jako R. fiebrigii f. densiseta W. Cullmannem popsána rostlina nalezená F. Ritterem severně od Sucre v departamentu Chuquisaca, která se od nominátní variety odlišuje hlavně hustším, jemnějším bílým otrněním a světlejším, spíše oranžovým zbarvením květů. Roku 1976 tento taxon přeřadil R. Oeser do hodnosti variety. Roku 1980 popsal jako R. fiebrigii var. vulpes rostliny zřetelně tmavšího vzhledu, s výrazným silnějším hnědým otrněním a zářivě oranžově červenými květy. Zřejmě totožné rostliny ze stejné oblasti popsal již roku 1970 M. Cárdenas jako Mediolobivia ithyacantha.
Z mnoha nálezů z široké oblasti rozšíření R. fiebrigii byly k nominátní formě přiřazeny sběry FR 84, FR 84a, L 323, L 393, L 920, MN 64, MN 88, MN 231, MN 246, WR 311a, WR 503, WR 697b, WR 739b, WR 782, mnoho dalších sběrů bylo také označeno jako R. fiebrigii f. nebo R. fiebrigii var. Rovněž mezi nálezy českých sběratelů, kteří navštívili naleziště rebucií, nalezneme řadu nálezů, které byly přiřazeny k R. fiebrigii, např. SE 82, SE 85, SE 157, SE 178 (v.?).

### Výskyt a rozšíření
Rebutia fiebrigii se vyskytuje pro rod Rebutia na mimořádně rozlehlém území, alespoň sběry, které jsou k tomuto jménu přiřazovány, pocházejí nejen z oblasti, která byla uvedena jako místo nálezu v prvotním popisu - u Escayache, 3600 m n. m. (Bolívie, departament Tarija). Podle informací F. Rittera je R. fiebrigii daleko nejrozšířenější druh celého rodu, jeho výskyt přesahuje v severojižním směru 500 km, od Copachuncho na severu (17° 40’) až po La Merced (22° 10’), rovněž ve vertikálním směru je rozšíření druhu neobvykle velké, od nadmořské výšky 1300 m jižně od La Merced až po 3600 m u San Antonio. Toto velké rozšíření ukazuje na neobvykle vysokou přizpůsobivost druhu klimatickým podmínkám, čemuž odpovídají také značné rozdíly mezi některými sběry, zejména u otrnění. Na druhé straně však zůstává otevřená otázka, zda skutečně všechny takto označené sběry se jednoznačně k tomuto druhu vztahují. Názory různých autorů na hodnocení některých taxonů se liší, viz var. (f.) densiseta, R. ithyacantha – var. vulpes, ale také např. R. pulchella Rausch, kterou F. Ritter pokládá za synonymum R. fiebrigii.
Místa nálezů, označovaných jako R. fiebrigii, se týkají skutečně neobvykle rozsáhlé oblasti, místa nálezů FR 84, FR 84a, WR 503 se vztahují k Bolívii, departamentu Tarija, L 393, L 920, WR 311a, WR 739b k departamentu Chuquisaca, L 323, MN 246 k departamentu Cochabamba, sběry MN 64, MN 88, MN 231, WR 697b, WR 782 k Argentině, provincii Salta nebo hraničnímu území provincií Salta a Jujuy. Výše uvedené sběry V. Šedy pocházejí z Bolívie, z departmantu Tarija, sběr SE 178 z departamentu Chuquisaca. Další obdobně široké rozpětí nalezišť je uváděno u sběrů označených jako R. fiebrigii f. fiebrigii nebo R. fiebrigii var. fiebrigii.